# Ghiacciaio Verila
Il Ghiacciaio Verila (in lingua bulgara: ледник Верила, lednik Verila) è un ghiacciaio antartico situato nel settore orientale dell'Isola Livingston, che fa parte delle Isole Shetland Meridionali, in Antartide. 

## Caratteristiche
È situato a sudest del settore meridionale dell'Etar Snowfield, a sudovest del Ghiacciaio Berkovitsa e del Ghiacciaio Tundzha, e a ovest del Ghiacciaio Kamchiya. È delimitato a ovest dal Rotch Dome, a nord da Casanovas Peak e Snow Peak, e a sudest dall'Ustra Peak.
Il ghiacciaio ha vagamente la forma di una mezzaluna e si estende su una lunghezza di 13 km in direzione est-ovest e di 4 km in direzione nord-sud; fluisce in direzione sud nella Walker Bay, nello Stretto di Bransfield, tra John Beach e Liverpool Beach a Hannah Point. 
Il basamento cristallino del ghiacciaio è connesso all'Isola Kaliman, nella Walker Bay, attraverso una morena lunga 600 m che funge da tombolo.
La zona in cui si trova il ghiacciaio era visitata dai cacciatori di foche inglesi e americani già nel XIX secolo. 

## Denominazione
La denominazione è stata assegnata dalla Commissione bulgara per i toponimi antartici in riferimento ai monti Verila, situati nella parte occidentale della Bulgaria.

## Localizzazione
Il ghiacciaio è centrato alle coordinate 62°36′15″S 60°42′00″W.
Rilevazione topografica bulgara sulla base dei dati della spedizione Tangra 2004/05 con mappatura nel 2005, 2009 e 2017. 

## Mappe
- Chart of South Shetland including Coronation Island, &c. from the exploration of the sloop Dove in the years 1821 and 1822 by George Powell Commander of the same. Scale ca. 1:200000. London: Laurie, 1822
- L.L. Ivanov et al. Antarctica: Livingston Island and Greenwich Island, South Shetland Islands. Scale 1:100000 topographic map. Sofia: Antarctic Place-names Commission of Bulgaria, 2005.
- L.L. Ivanov. Antarctica: Livingston Island and Greenwich, Robert, Snow and Smith Islands. Scale 1:120000 topographic map. Troyan: Manfred Wörner Foundation, 2010. ISBN 978-954-92032-9-5 (First edition 2009. ISBN 978-954-92032-6-4)
- Antarctic Digital Database (ADD). Scale 1:250000 topographic map of Antarctica. Scientific Committee on Antarctic Research (SCAR). Since 1993, regularly upgraded and updated.
- L.L. Ivanov. Antarctica: Livingston Island and Smith Island. Scale 1:100000 topographic map. Manfred Wörner Foundation, 2017. ISBN 978-619-90008-3-0